# 어림수
어림수란 버림, 올림, 반올림하여 얻은 값을 뜻한다. 근삿값에 대하여 설명할 때 종종 이 용어가 나온다. 어림수를 이용해서 수를 깎거나 올릴 수도 있다. 개산(槪算)이라고도 한다.